# Komórki Fañanása
Komórki Fañanása (lofogliocyty, glej pióropuszowy, ang. Fañanás cells) – podtyp komórek glejowych, spotykany w móżdżku. Komórki te charakteryzują się licznymi krótkimi wypustkami, nadającymi im "pierzasty" wygląd. 
Opisał je jako pierwszy Jorge Fañanás.